# ヤマハ・FZ8
FZ8（エフゼットエイト）とは、ヤマハ発動機が2010年から販売している、800 cc4ストロークエンジンを搭載した大型自動二輪車である。
この車両にハーフカウルを装着したFazer8も存在し、本項では両車両を併せて説明する。

## 概要
スーパースポーツでは常套手段となったエンジンを車体剛性に利用するダイヤモンド方式が採用され、軽量で高剛性な鋳造アルミフレームにエンジンをリジッドマウントすることにより軽量でありながら高い縦剛性を実現した。
デザインコンセプトはマスフォワードフォルム。西洋の鎧の奥から睨みをきかすようなアグレッシブなデザインを採用。シリーズコンセプトを共有しつつ、キャラクター、用途の違いを考慮し、設計の自由度に貢献するコンパクトなエンジンのメリットを生かし、シートとハンドルの位置を後ろに15 mm、下に10 mm移動するなどFZ1よりストップアンドゴーの多い街乗りであっても疲れにくいようにライディングポジションが改められた。
ネイキッド仕様のFZ8とカウルつきのFazer8が用意され、Fazer8のヘッドライトにはヤマハ伝統の異型二眼ヘッドライトが搭載される。
日本ではプレストコーポレーションなどが日本国外向けに販売されている車両を逆輸入し、販売国での事情に沿い異なった販売が行われている。

## 車両解説

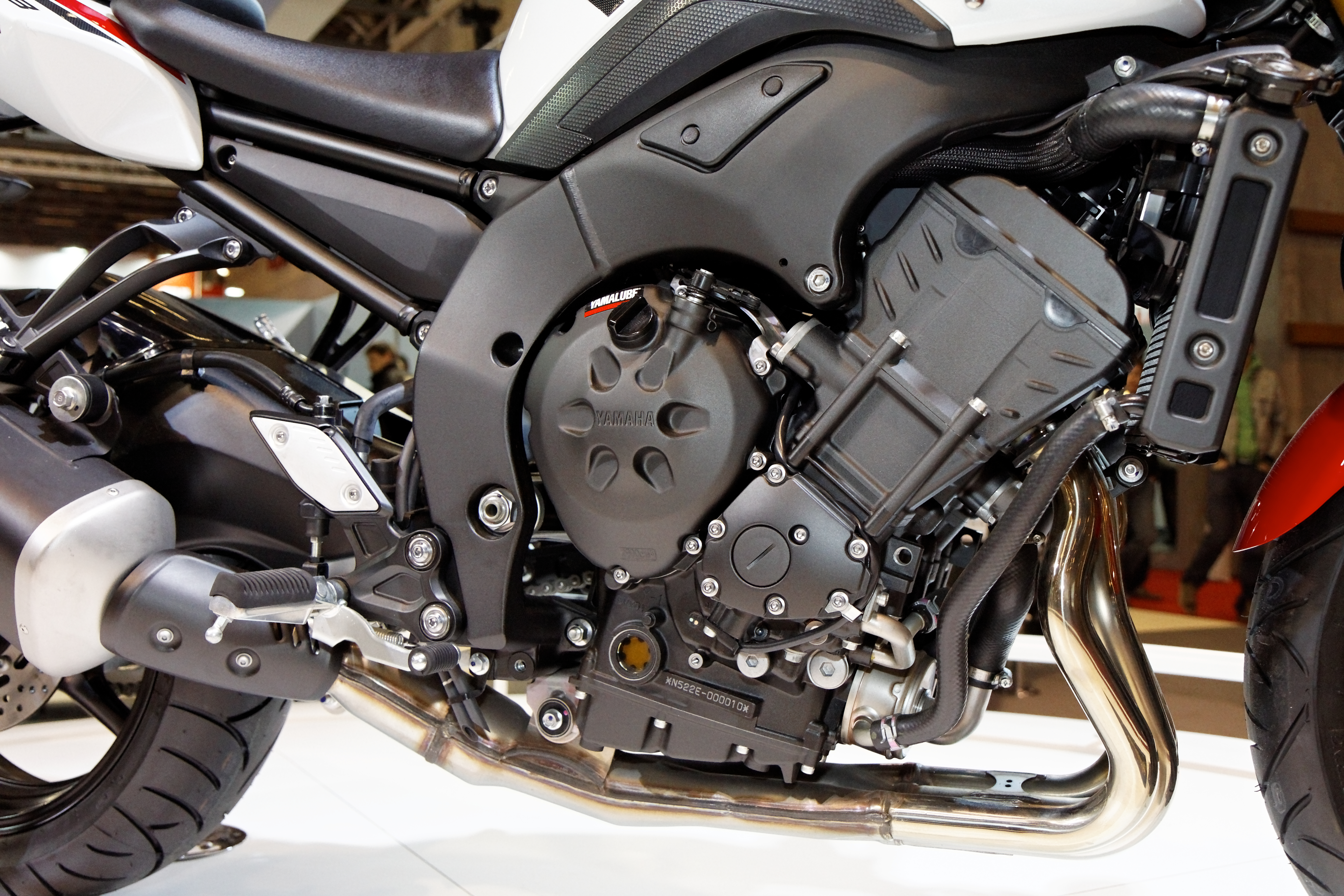
搭載されるFZ1をベースに再構成されたエンジン

2010年、FZ8は従来の排気量区分にとらわれず、出力や使い方から新たな排気量区分を再検討し、実用性とスポーツ性能を満たす新たな排気量として800 ccを採用し発売された。
エンジンは2008年式YZF-R1に端を発するFZ1のエンジンを基礎としつつも、800 ccとしてのこれまでにない新たな存在意義を演出するためにクランクマスの再設計を行い、シリンダーヘッド、セラミックコンポジットシリンダーなどを新造し実用性と爽快感を両立するための新たに開発された。
安定した出力特性に貢献する7.8 Lの大容量エアクリーナーボックス内には外側と内側でインジェクションごとに長さの異なるファンネルが装着され、外側で125 mm、内側で150 mmと長さを変えることにより、相互に出力特性を補完しあい、全体として最適になるような工夫がなされている。
排気系統には白金・ロジウムの酸化反応を利用し、排気ガスから一酸化炭素や炭化水素を減少させる機構や、ロジウムの還元反応によって、窒素酸化物を浄化するハニカム型三元触媒を装備。さらに残留酸素濃度を検知し、リアルタイムで燃料補正を行い、最適な空燃比を実現する燃料制御を組み合わせることによってEU3基準を達成している。
足廻りにはフロントにFZ1と同等の⌀43 mm倒立フォークを、スイングアームにも同様にFZ1譲りのCFアルミダイキャスト製629 mmロングスイングアームを搭載し、これらをFZ8用に高速域ではしっかり機能しつつも、低速度域で神経質にならない減衰性能を発揮するよう再調整が行われた。
ブレーキには住友製モノブロックブレーキキャリパーが採用され、フロントディスクには新たに開発された⌀310 mmフローティングディスクをダブルで、リアにはFZ1の245 mmと比較してやや大きめの⌀267 mmシングルディスクを搭載し、街乗りなどでのブレーキに対する考慮がうかがえる。
ホイールには軽量で高い剛性を実現する5本スポークのキャストホイールを採用。リアホイールはリアタイヤのサイズがFZ1の190/50から180/55へ改められたため、専用のホイールが新造された。

## モデル一覧

### FZ8

#### 2010年仕様

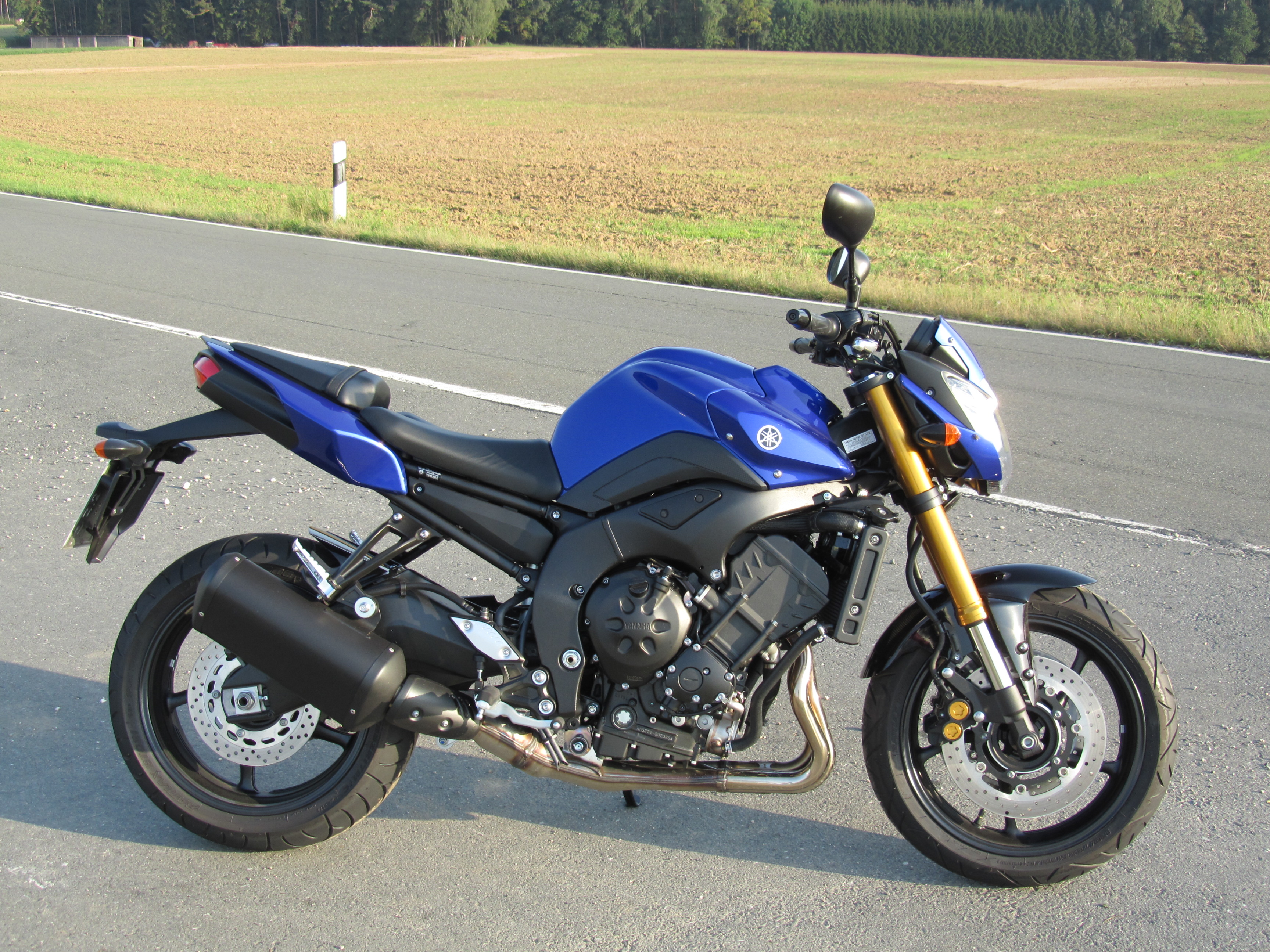
ブルーの車両

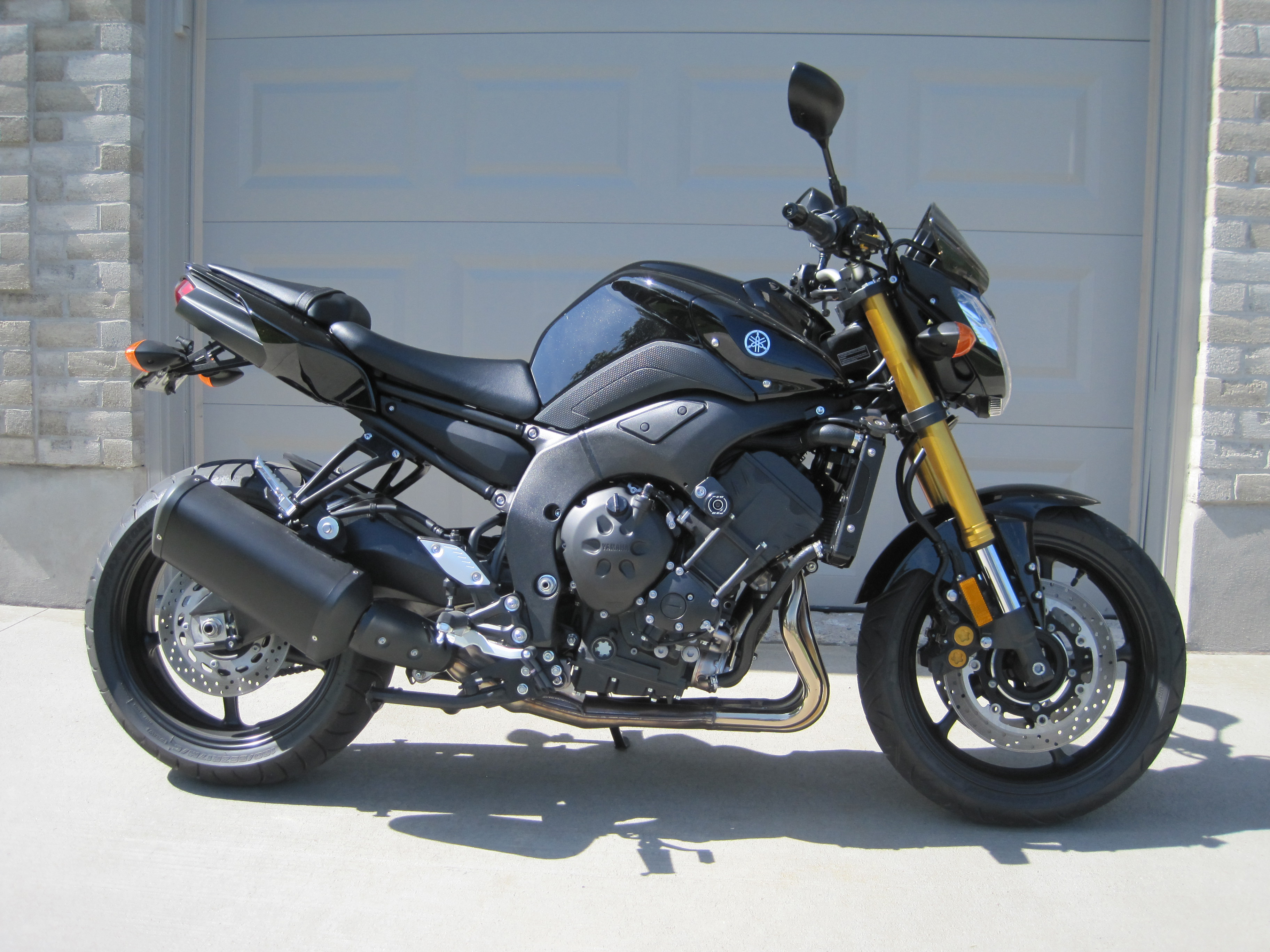
ミッドナイトブラック（現地名）の車両

日本ではプレストコーポレーションが4月27日にXT1200Zスーパーテネレと同時に国内での逆輸入車の取り扱い決定を発表、5月13日に販売価格などの情報が公表された。
5月28日、欧州公式ホームページにて設計に関する詳細情報が公表された。オプションでABSを搭載した車両も販売される。
カラーバリエーションは以下のとおりである。
- ██ブルーイッシュホワイトカクテル1
- ██ディープパプリッシュブルーメタリックC

#### 2011年仕様
マットグレーメタリック3が追加され、カラーバリエーションが以下のように改められた。
- ██ブルーイッシュホワイトカクテル1
- ██ディープパプリッシュブルーメタリックC
- ██マットグレーメタリック3

#### 2013年仕様
イメージカラーに青を採用したレースブルーシリーズの一環として従来の青のカラーバリエーションを黒をベースに、シリンダーヘッドカバー、ホイールなどにアクセントカラーの青を配した「レースブルー」に変更。2012年に行われたインターモトの中でのプレスカンファレンスではホルヘ・ロレンソがFZ8の運転役を務めた。
カラーバリエーションは以下のとおりである。
- ██レースブルー
- ██マットグレイ
- ██コンペティションホワイト
- ██ミッドナイトブラック

### Fazer8

#### 2010年仕様
FZ8に高速走行などの際の風防性能を高め、長時間のクルージングでの疲労軽減などを果たすハーフカウルを装着したモデルとして発表。ヨーロッパなどにおけるスーパースポーツ譲りの高性能エンジンを搭載したエキサイティングなネイキッドバイクであるストリートファイターなどの台頭からネイキッド仕様が用意されるようになったが、2001年に発売されたFZ1（日本名FZS1000Fazer）ではカウルを装着したモデルをFZ1と呼んでいたように、本来のシリーズコンセプトに準拠した仕様といえる。オプションでABSを搭載した車両も販売される。
以下のカラーバリエーションで発売された。
- ██ブルーイッシュホワイトカクテル1
- ██ブラックメタリックX
- ██ビビッドパープリッシュブルーカクテル5

#### 2012年仕様
マットグレーメタリック3が追加され、カラーバリエーションが以下のように改められた。
- ██ブルーイッシュホワイトカクテル1
- ██ブラックメタリックX
- ██マットグレーメタリック3

#### 2013年仕様
FZ8と同様にレースブルーシリーズの一環として従来の青のカラーバリエーションを黒をベースに、シリンダーヘッドカバー、ホイール、およびカウルにライン状にアクセントカラーの青を配した「レースブルー」に変更。
カラーバリエーションは以下のとおりである。
- ██レースブルー
- ██マットグレイ
- ██コンペティションホワイト
- ██ミッドナイトブラック

## 参考画像

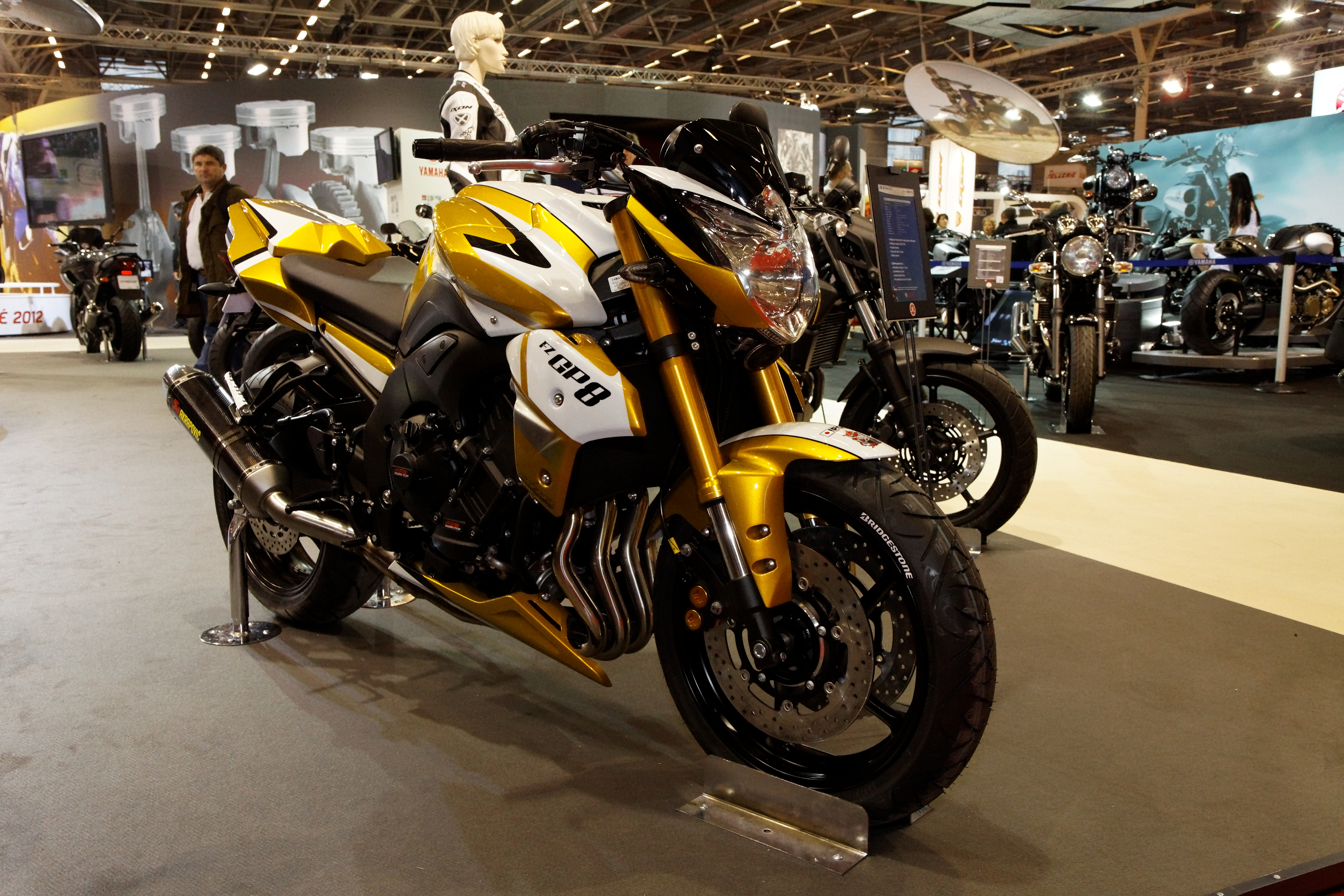
出品された参考車両（Salon de la moto 2011）
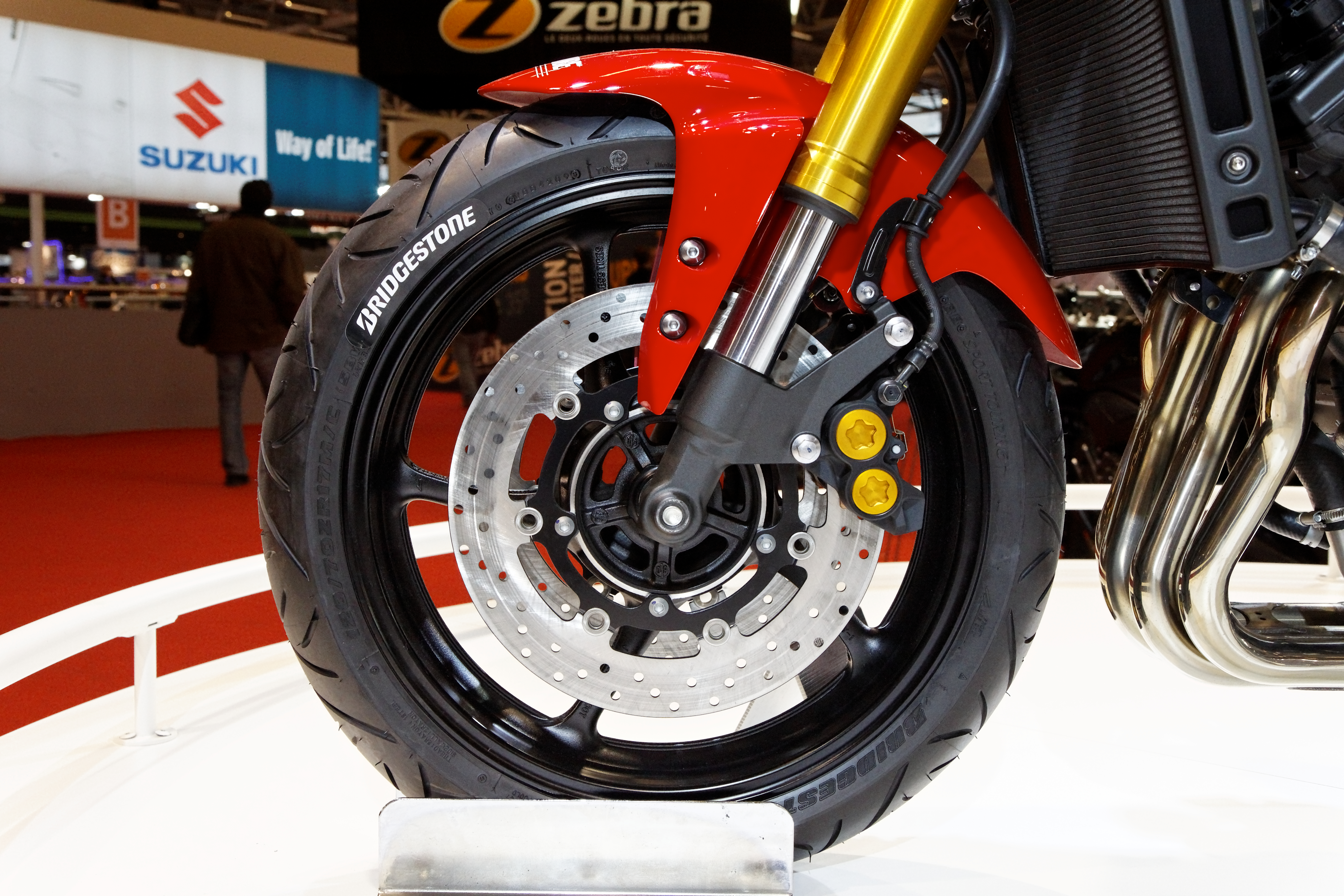
フロントブレーキ周辺（Salon de la moto 2011）
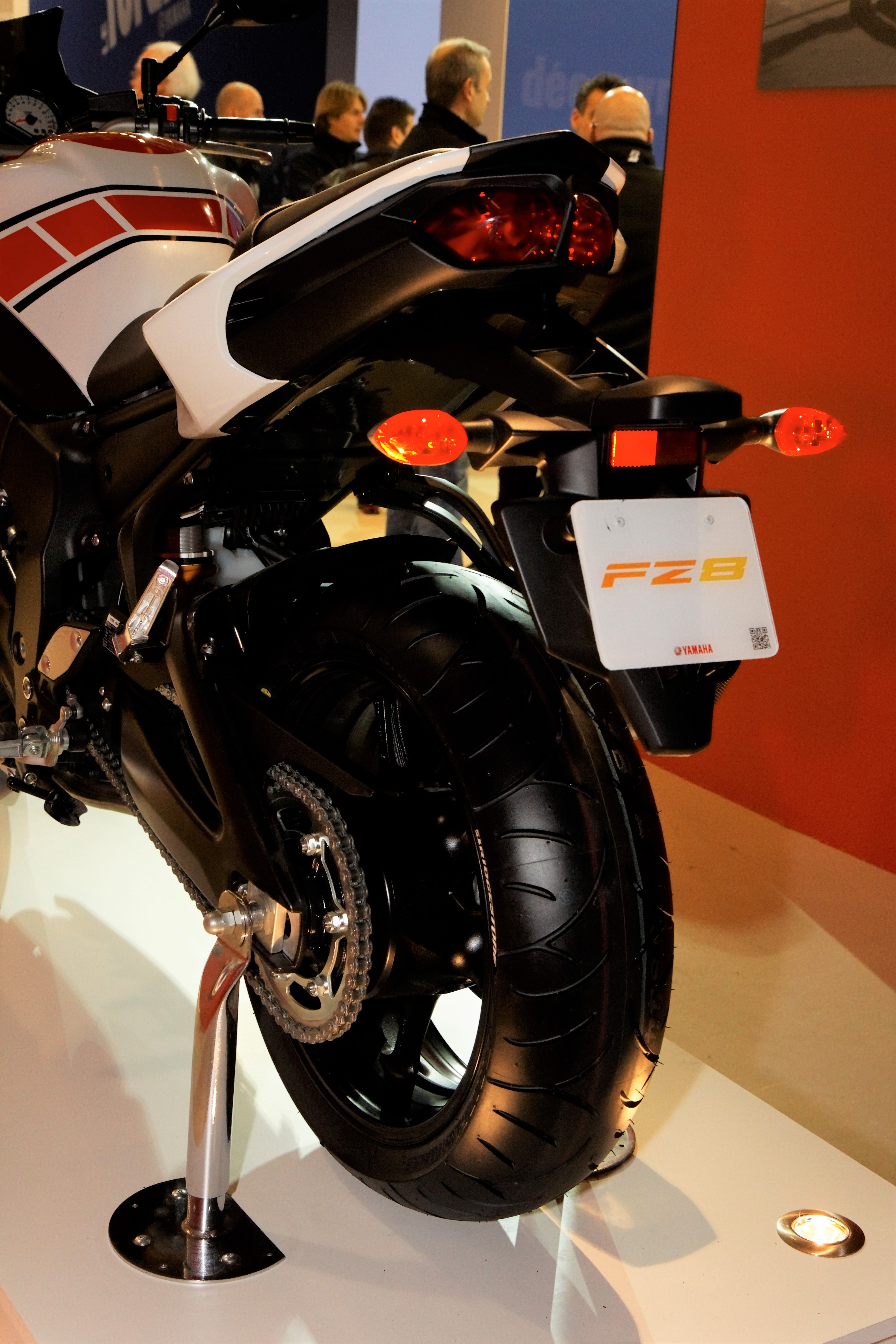
スイングアーム周辺（Salon de la moto 2011）